# Igła Tuohy

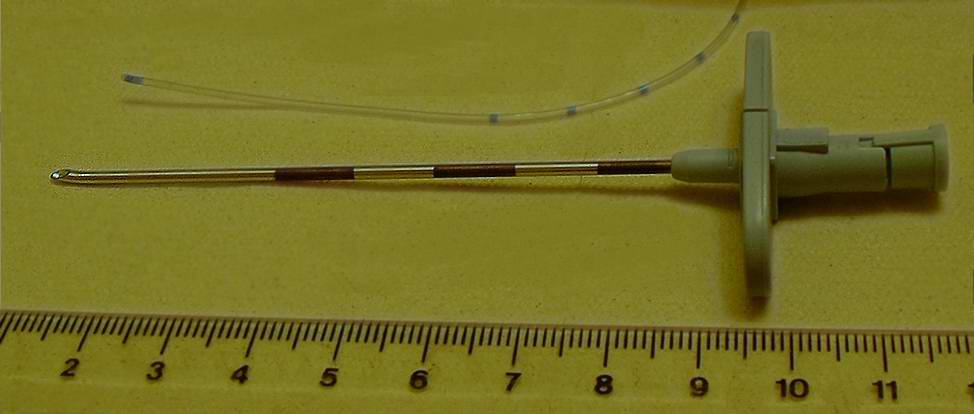
Igła Tuohy używana do znieczulenia zewnątrzoponowego.

Igła Tuohy (czyt. tui) - to rodzaj drożnej, pustej w środku igły bardzo delikatnie zakrzywionej na ostrym końcu, przeznaczona do zakładania przez nią cewników do znieczulenia zewnątrzoponowego.
Zakrzywienie na ostrym końcu ma uchronić przed uszkodzeniem opony twardej oraz rdzenia kręgowego.

## Historia
Nazwa igły podchodzi od nazwiska dr Edwarda B. Tuohy – amerykańskiego anestezjologa, który w stopniu kapitana podczas drugiej wojny światowej po raz pierwszy zastosował ciągłe znieczulenie zewnątrzoponowe przez cewnik umieszczony w przestrzeni zewnątrzoponowej. Zaprojektował on igłę z otworem końcowym (ostrym) na bocznej stronie zamiast na przodzie, dzięki czemu mógł uniknąć przebicia opony twardej, a przepuszczany przez światło igły cewnik mógł wyjść z igły bocznie pod kątem 45 stopni. 

## Cechy budowy igły
- Końcówka ukształtowana w jak najlepszy dla delikatnego wprowadzenia sposób
- Opcjonalnie zakładane skrzydełka
- Precyzyjnie przycięty na długość igły mandryn, zapobiegający urażeniu tkanek (mieszczący się dokładnie wewnątrz igły)
- Znaczniki głębokości wkłucia
- Rozmiar igły kodowany kolorem

## Wprowadzenie igły
Wykonuje się dojście w linii środkowej ciała, lub rzadziej stosowane dojście boczne. Podczas znieczulenia odcinka lędźwiowego z dojściem w linii środkowej najpierw oznacza się poziom L3-L4, który wyznacza linia przeprowadzona pomiędzy kolcami tylnymi górnymi talerza kości biodrowej. Następnie po znieczuleniu nasiękowym skóry i tkanki podskórnej nacina się skórę i ostatecznie wprowadza się specjalną igłę Touhy charakterystycznie zakrzywioną na końcu.

## Identyfikacja przestrzeni zewnątrzoponowej
Igłę należy kierować w linii środkowej w miejscu wkłucia. O prawidłowym prowadzeniu igły świadczy brak wyraźnego oporu. Kiedy w trakcie prowadzenia igły pojawia się opór, świadczy to o dotarciu igły do opony twardej. Igła nie może wówczas przebić tej przestrzeni, a każdy  kontakt z oponą może ją naruszyć i spowodować niepowodzenie zabiegu. W przypadku osiągnięcia opony twardej, należy wycofać igłę i zastosować dojście boczne.

### Metoda wiszącej kropli
Na igle umieszczona zostaje kropla soli fizjologicznej, która zostanie wessana po dojściu do przestrzeni zewnątrzoponowej z powodu panującego w niej niższego ciśnienia.

### Metoda zanikania oporu
Zostaje usunięty mandryn z igły, a do nasadki podłącza się 10 ml strzykawkę wypełnioną solą fizjologiczną. Igłę ze strzykawką  delikatnie wprowadza się w kierunku przestrzeni zewnątrzoponowej wywierając stały nacisk na tłok. Kiedy igła przebije więzadło żółte, opór nagle ustaje i tłok strzykawki poddaje się uciskowi.